# ظفرنامه تیموری
ظفرنامه تیموری کتابی مدیحه‌سرایانه نوشته شرف‌الدین علی یزدی به سفارش ابراهیم سلطان در مورد زندگی‌نامه و نبردهای امیر تیمور گورکانی است. چند نسخه خطی از کتاب باقی‌مانده؛ یکی از نسخه‌ها در موزه هنرهای ترکی و اسلامی استانبول نگهداری می‌شود و نسخه دیگری از کتاب به‌دست سلطان محمدنور موجود است که در کتابخانه کاخ گلستان تهران مربوط به سال ۹۳۵ هجری قمری (۱۵۲۹ میلادی) محفوظ است. متن با استفاده از یادداشت‌های کاتبان سلطنتی و منشی‌های تیمور نوشته شده و بر اساس انتخابی دقیق و دلخواه از حقایق است.

## ترجمه‌ها
ظفرنامه که غالباً در ایران کپی و تصویرسازی می‌شد، در قرن شانزدهم به زبان چغتایی در زمان ازبک‌ها و سپس به ترکی عثمانی ترجمه شد. در سال ۱۷۲۲ نیز فرانسوا پتیس دلاکروا آن را به فرانسوی ترجمه کرد و سال بعد نسخه انگلیسی نیز از روی آن به چاپ رسیده‌است.